# Südwest Presse
Die Südwest Presse (Eigenschreibweise SÜDWEST PRESSE) ist eine deutsche Zeitung aus Ulm.
Die verkaufte Auflage beträgt 199.816 Exemplare, ein Minus von 42,6 Prozent seit 1998. Mit Partnertiteln und Beteiligungen erreicht die Zeitung rund 1,1 Mio. Leser pro Tag und erscheint in mehr als einem Drittel des Landes Baden-Württemberg.
Herausgegeben wird die Südwest Presse von der Neuen Pressegesellschaft mbH & Co. KG mit Sitz in Ulm, die auch 100 % an der Märkischen Oderzeitung und der Lausitzer Rundschau hält. Gesellschafter der Neuen Pressegesellschaft sind jeweils zu 50 Prozent die Ebner Pressegesellschaft mbH & Co. KG in Ulm und die ZVD Mediengesellschaft mbH in Göppingen. Seit 2015 wird die Politik- und Wirtschaftsberichterstattung sowohl der Südwest Presse als auch der Märkischen Oderzeitung über die Neue Berliner Redaktionsgesellschaft, ebenfalls eine Tochter der Neuen Pressegesellschaft, beliefert.

## Geschichte
Die Südwest Presse ist Nachfolgerin des 1859 gegründeten Ulmer Tagblatts, das 1877 vom Ebner-Verlag übernommen wurde. Während der Zeit des Nationalsozialismus wurde die Zeitung am 2. Mai 1934 mit dem Ulmer Sturm vereinigt. Nach dem Zweiten Weltkrieg erhielten 1945 Kurt Fried, Johannes Weißer und Paul Thielemann von den amerikanischen Besatzungsbehörden die Lizenz zur Herausgabe der Schwäbischen Donau-Zeitung.
Schon 1952 hatte die Familiengesellschaft J. Ebner erste bedeutende Verträge mit dem Zeitungsverlag geschlossen. Nach dem Tod von Johannes Weißer traten 1955 Max und Carl Ebner mit 50 Prozent der Anteile in die Zeitung ein. Im Jahr 1962 fusionierte die Tageszeitung Ulmer Nachrichten, die ebenfalls seit 1949 erschienen war, mit der Schwäbischen Donau-Zeitung. 1968 wurde die Schwäbische Donau-Zeitung in Südwest Presse umbenannt. Es begann eine Kooperation mit anfangs neun Lokalzeitungen aus dem westlichen Württemberg (Tübingen, Balingen, Schwenningen, Metzingen/Bad Urach, Reutlingen) und weiteren Lokalzeitungen, deren Verbreitungsgebiet in Ostwürttemberg (u. a. in Aalen, Schwäbisch Hall, Bad Mergentheim, Crailsheim) sowie im Großraum Stuttgart lag. 1974 schloss sich die Südwest Presse mit der Neuen Württembergischen Zeitung Göppingen zusammen. Deren Verlag tritt in diesem Zusammenhang als Gesellschaft mit einem Anteil von 50 Prozent in den Ulmer Zeitungsverlag ein.

## Auflage und technische Daten
Die Südwest Presse und die meisten der angeschlossenen Zeitungen erscheinen im Rheinischen Format, einige angeschlossene Zeitungen im kleineren Berliner Format.
Gedruckt wird sie an sechs Standorten.
Wie die meisten deutschen Tageszeitungen hat die Südwest Presse in den vergangenen Jahren an Auflage eingebüßt. Die verkaufte Auflage ist in den vergangenen 10 Jahren um durchschnittlich 3,5 % pro Jahr gesunken. Im vergangenen Jahr hat sie um 6,1 % abgenommen. Sie beträgt gegenwärtig 199.816 Exemplare für alle Ausgaben zusammengenommen (ohne Bietigheimer Zeitung und Eberbacher Zeitung), davon 42.157 Exemplare für die eigentliche Südwest Presse (Ulm, Neu-Ulm, Alb-Donau-Kreis). Der Anteil der Abonnements an der verkauften Gesamtauflage liegt bei 87,5 Prozent.
| 1998   | 1999   | 2000   | 2001   | 2002   | 2003   | 2004   | 2005   | 2006   | 2007   | 2008   | 2009   | 2010   | 2011   | 2012   | 2013   | 2014   | 2015   | 2016   | 2017   | 2018   | 2019   | 2020   | 2021   | 2022   | 2023   | 2024   |
| ------ | ------ | ------ | ------ | ------ | ------ | ------ | ------ | ------ | ------ | ------ | ------ | ------ | ------ | ------ | ------ | ------ | ------ | ------ | ------ | ------ | ------ | ------ | ------ | ------ | ------ | ------ |
| 347841 | 346004 | 343033 | 342374 | 337817 | 333621 | 329728 | 325759 | 320403 | 317165 | 312813 | 309703 | 305753 | 302444 | 298325 | 293144 | 289095 | 278120 | 272251 | 264058 | 256614 | 254798 | 253016 | 250699 | 242191 | 216629 | 203469 |

## Zeitungsverbund und Verbreitungsgebiet
Insgesamt gehören heute über 20 Zeitungstitel zur Südwest Presse, verteilt über ein geographisches Gebiet von Bad Mergentheim im Norden bis Villingen-Schwenningen im Südwesten, das sich grob halbmondförmig von Osten um den Großraum Stuttgart legt (mit zwei wesentlichen Ausnahmen: der Bietigheimer Zeitung, die in Bietigheim-Bissingen im Großraum Stuttgart erscheint, und der Eberbacher Zeitung, die in Eberbach, Baden erscheint). Das Verbreitungsgebiet überschneidet sich mit denen diverser anderer Tageszeitungen (u. a. der Schwäbischen Zeitung, der Augsburger Allgemeinen oder der Stuttgarter Nachrichten-Gruppe).
Wie bei der Printausgabe der Zeitung funktioniert die Zusammenarbeit des Verbunds auch im Internet. Unter swp.de – einem Nachrichtenportal mit nationaler und lokaler Berichterstattung – sind die Angebote der Tageszeitungen vereint. Daneben gibt es mobile Seiten von swp.de, einen Facebook-Auftritt sowie seit September 2013 eine eZeitung der Südwest Presse und ihrer Lokalzeitungen im Abonnement.
Parallel wurden ein Web-Abo und ein Bezahlmodell für das Nachrichtenportal swp.de und seine Lokalausgaben eingeführt.
Im März 2025 verzeichnete swp.de 2.067.199 Seitenabrufe, 998.393 Besuche und 311.699 Qualified Clients. Rund 85 % der Zugriffe erfolgen über mobile Endgeräte. Die kostenpflichtige Version SWPplus wird von über 7.500 Abonnentinnen und Abonnenten genutzt. Personalisierte Inhalte und neue Funktionen wie Merklisten tragen zur steigenden Verweildauer bei.
Die Neue Pressegesellschaft gibt eine Reihe von Wochenblättern heraus. Für diese werden Sonderveröffentlichungen mit einer Mischung aus Nachrichten und Anzeigen produziert. Diese Anzeigenblätter unter dem Dach der Neuen Pressegesellschaft gibt es jede Woche kostenlos für nahezu alle Haushalte im Verbreitungsgebiet. Sie erreichen eine wöchentliche Gesamtauflage von knapp 2 Millionen Exemplaren.
Das Ulmer Wochenblatt, gegründet 1966, wurde 2013 mit dem Preis für Bürgernähe des Bundesverbands Deutscher Anzeigenblätter (BVDA) ausgezeichnet. 2019 erhielt das Portal des Ulmer Wochenblatts den „Durchblick“-Preis des BVDA.

## Besonderheiten
Die Südwest Presse investierte in den letzten Jahren in neue Druckmaschinen. Ende 2011 wurde für rund 22 Mio. Euro ein neues Druckzentrum in Crailsheim errichtet, welches jedoch Ende 2023 wieder geschlossen wurde. Am Standort Ulm wurden neue Druckmaschinen in Betrieb genommen, die eine Produktionsgeschwindigkeit von 45.000 Exemplaren pro Stunde ermöglichen. Außerdem wird am Druckstandort Frankfurt/Oder in das regionale Druckzentrum investiert. Im Jahr 2014 fand der Umzug einer Geoman-Rotationspresse vom Druckhaus Ulm-Oberschwaben nach Frankfurt/Oder einschließlich eines umfassenden Upgrades der Maschinen und Leitstandtechnik sowie umfangreicher Überholungs- und Retrofitarbeiten an Druckwerken und Falzwerk statt.
Seit 1971 betreibt die Südwest Presse die Spendenaktion „Aktion 100 000“, durch die soziale Einrichtungen und Einzelpersonen im Verbreitungsgebiet unterstützt werden. Im Jahr 2024/2025 wurden 1.166.577 Euro gesammelt.
Seit 2011 führt die Südwest Presse Bildungsprojekte für Schulen durch. Schulklassen können sich für einen festen Projektzeitraum anmelden. In diesem erhalten sie kostenlos die Zeitung, medienpädagogisches Begleitmaterial sowie Einladungen zu Recherche-Aktionen. Zudem schenken rund 100 Zeitungspaten einer Schule ihrer Wahl ein kostenloses Jahresabo für die Schülerinnen und Schüler. Alle Bildungsprojekte werden nach Angaben der Zeitung von fest angestellten Pädagogen betreut.

## Beteiligungen
Die Neue Pressegesellschaft bündelt als Holding mittel- und unmittelbar zahlreiche Medienunternehmen, wie beispielsweise die Hörfunksender Radio 7, Radio Regenbogen oder Berliner Rundfunk. Auch im TV-Bereich ist die Gruppe mit Regio TV aktiv. Im Jahr 2012 übernahm die Neue Pressegesellschaft sämtliche Anteile an der Märkischen Oderzeitung, zu der auch der Oranienburger Generalanzeiger sowie große Anzeigenblätter (Brawo, Märker, Märkischer Markt, Märkischer Sonntag) gehören. 2018 erwarb die Neue Pressegesellschaft über ihre Tochtergesellschaft Märkisches Medienhaus die Lausitzer Rundschau zu einhundert Prozent. Es werden weitere Bereiche erschlossen, wie beispielsweise das Agentur-Geschäft (NPG Messe- und Veranstaltungs-GmbH, Lehnen Markenreich) oder Geschäftsfelder im Bereich Logistik (Südwest-Mail, Freyplus) und Reisen (Hapag-Lloyd Reisebüro). Die Agentur kryss berät kleine und mittelständische Unternehmen bei der Entwicklung und Umsetzung von digitalen Kampagnen (Google Adwords, Facebook Ads, Aufbau mobiler Webseiten). Gedruckt wird an fünf Standorten, an denen die Neue Pressegesellschaft mindestens eine bedeutende Beteiligung hält.
Daneben entwickelt die Südwest Presse Print-Erzeugnisse im Buchformat, beispielsweise historische Bildbände, Druckerzeugnisse mit Freizeittipps und Reiseführer.

### Regionalausgaben und angeschlossene Zeitungen
| Ort                      | Ausgabe                                                                   | Verkaufte Auflage |
| ------------------------ | ------------------------------------------------------------------------- | ----------------- |
| Ulm                      | Südwest Presse – (ehemals Schwäbische Donau-Zeitung)                      | 38.492            |
| Crailsheim               | Hohenloher Tagblatt                                                       | 10.501            |
| Gaildorf                 | Rundschau für den Schwäbischen Wald – Der Kocherbote                      | 3.270             |
| Geislingen an der Steige | Geislinger Zeitung                                                        | 7.910             |
| Göppingen                | NWZ – Neue Württembergische Zeitung                                       | 20.551            |
| Hechingen                | Hohenzollerische Zeitung (mit Zollernalbkreis)                            | 7.448             |
| Münsingen                | Alb-Bote                                                                  | 3.665             |
| Metzingen/Reutlingen     | Metzinger-Uracher Volksblatt / Der Ermstalbote und Reutlinger Nachrichten | 8.993             |
| Schwäbisch Hall          | Haller Tagblatt                                                           | 12.533            |
| Balingen                 | SÜDWEST PRESSE Zollernalbkreis (mit Hohenzollerische Zeitung)             | 7.448             |
| Tübingen                 | Schwäbisches Tagblatt                                                     | 29.211            |
| Horb                     | Neckarchronik                                                             | 3.320             |

| Ort                     | Ausgabe                  | Verkaufte Auflage |
| ----------------------- | ------------------------ | ----------------- |
| Aalen, Ellwangen        | Schwäbische Post         | 25.152            |
| Bietigheim-Bissingen    | Bietigheimer Zeitung     | 7.834             |
| Eberbach                | Eberbacher Zeitung       | 1.199             |
| Heidenheim an der Brenz | Heidenheimer Neue Presse | 1.242             |
| Heidenheim an der Brenz | Heidenheimer Zeitung     | 22.100            |
| Kirchheim unter Teck    | Der Teckbote             | 11.321            |
| Schwäbisch Gmünd        | Gmünder Tagespost        | 9.990             |

Die Minderheitsbeteiligung der Südwest Presse an der Druck- und Verlagsgesellschaft Bietigheim (Bietigheimer Zeitung) wurde mit Wirkung zum 1. Januar 2019 an die Stuttgarter Zeitung Verlagsgesellschaft (eine Tochter der SWMH) verkauft. Die Zusammenarbeit mit Südwest Presse - Die Neckarquelle (Villingen-Schwenningen) endete im Mai 2024, als Die Neckarquelle vom Schwarzwälder Boten übernommen wurde.